# Rothenklempenow
Rothenklempenow ist eine Gemeinde im Landkreis Vorpommern-Greifswald im äußersten Südosten Mecklenburg-Vorpommerns. Die Gemeinde gehört zum Amt Löcknitz-Penkun mit Sitz in der Gemeinde Löcknitz.

## Geografie
Die Gemeinde liegt im südlichen Teil der Ueckermünder Heide am Rande des Randowbruches. Die Natur ist hier weitgehend intakt geblieben. In den weiten, wildreichen Mischwäldern, sumpfigen Niederungen und Seen nisten sogar Adler.
Umgeben wird Rothenklempenow von den Nachbargemeinden Hintersee im Norden, Blankensee im Osten, Boock im Südosten, Löcknitz im Süden, Rossow und Zerrenthin im Südwesten, Koblentz im Westen sowie Viereck im Nordwesten.

## Gemeindegliederung
Ortsteile
Dorotheenwalde
Glashütte
Grünhof
Mewegen
Wohnplätze und Wüstungen
Vorwerk
Fausthof (Lünschen Berge)
Theerofen (Revierförsterei)
Petersmoor (Wüstung)
Eingemeindungen
Glashütte mit Grünhof wurde am 31. Dezember 1999 als Ortsteil eingemeindet.
Mewegen wurde am 1. Januar 2005 als Ortsteil nach Rothenklempenow eingemeindet.

## Geschichte

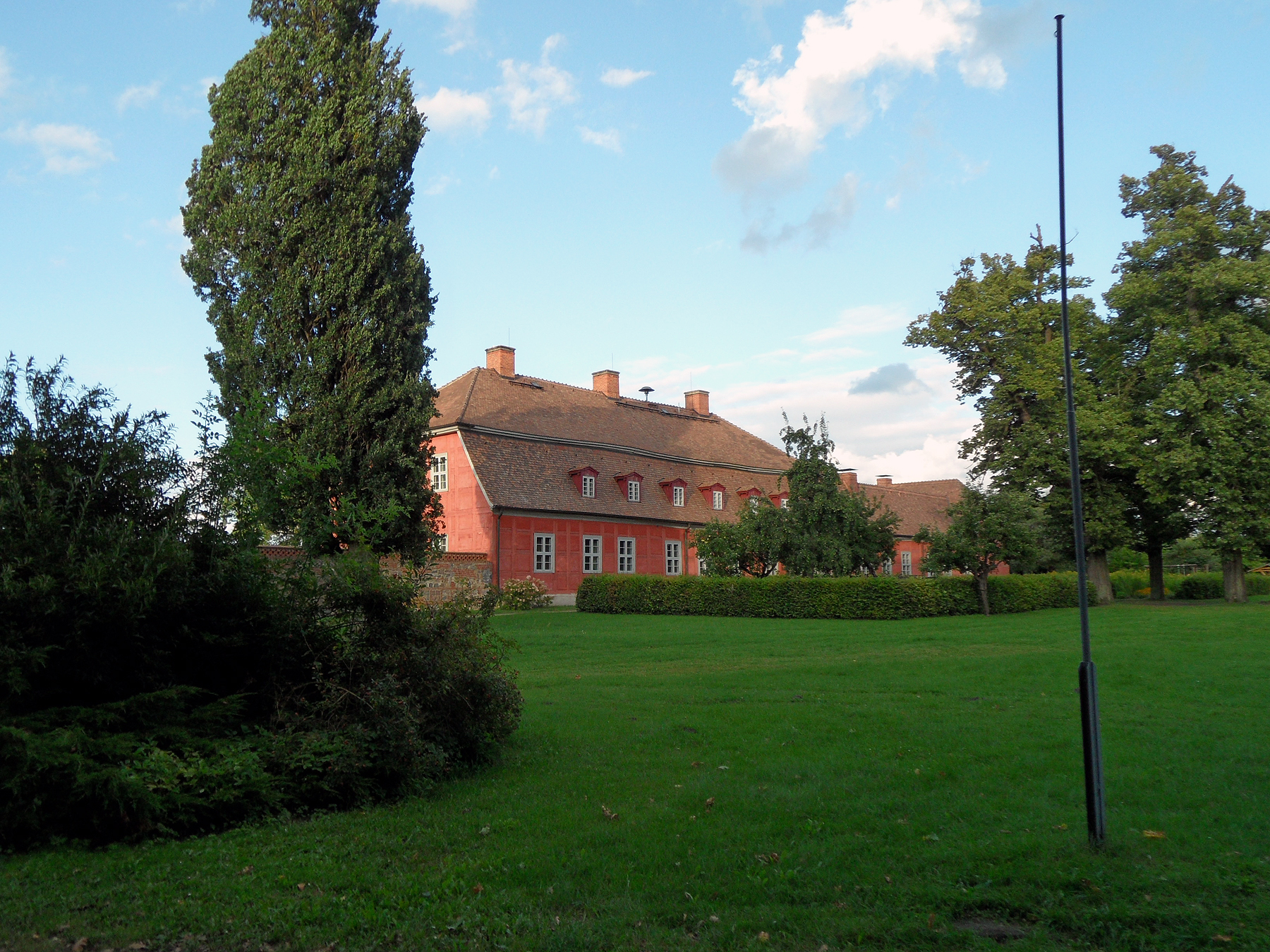
Schloss im Grünen

1295 wurde das von den Herren von Eickstedt (Ritter Friedrich von Eickstedt † 1309) gegründete castrum clempenowe erstmals urkundlich erwähnt. Clempenowe war eine der nördlichen Grenzburgen entlang des Randowbruches. Die Randowniederung mit den Seen bildete über mehrere Jahrhunderte eine natürliche Grenze zwischen Pommern und Brandenburg. Das Anwesen des Adelsgeschlechts von Eickstedt wurde in den nächsten Jahrhunderten wiederholt von schwedischen, kaiserlichen und polnischen Truppen besetzt.

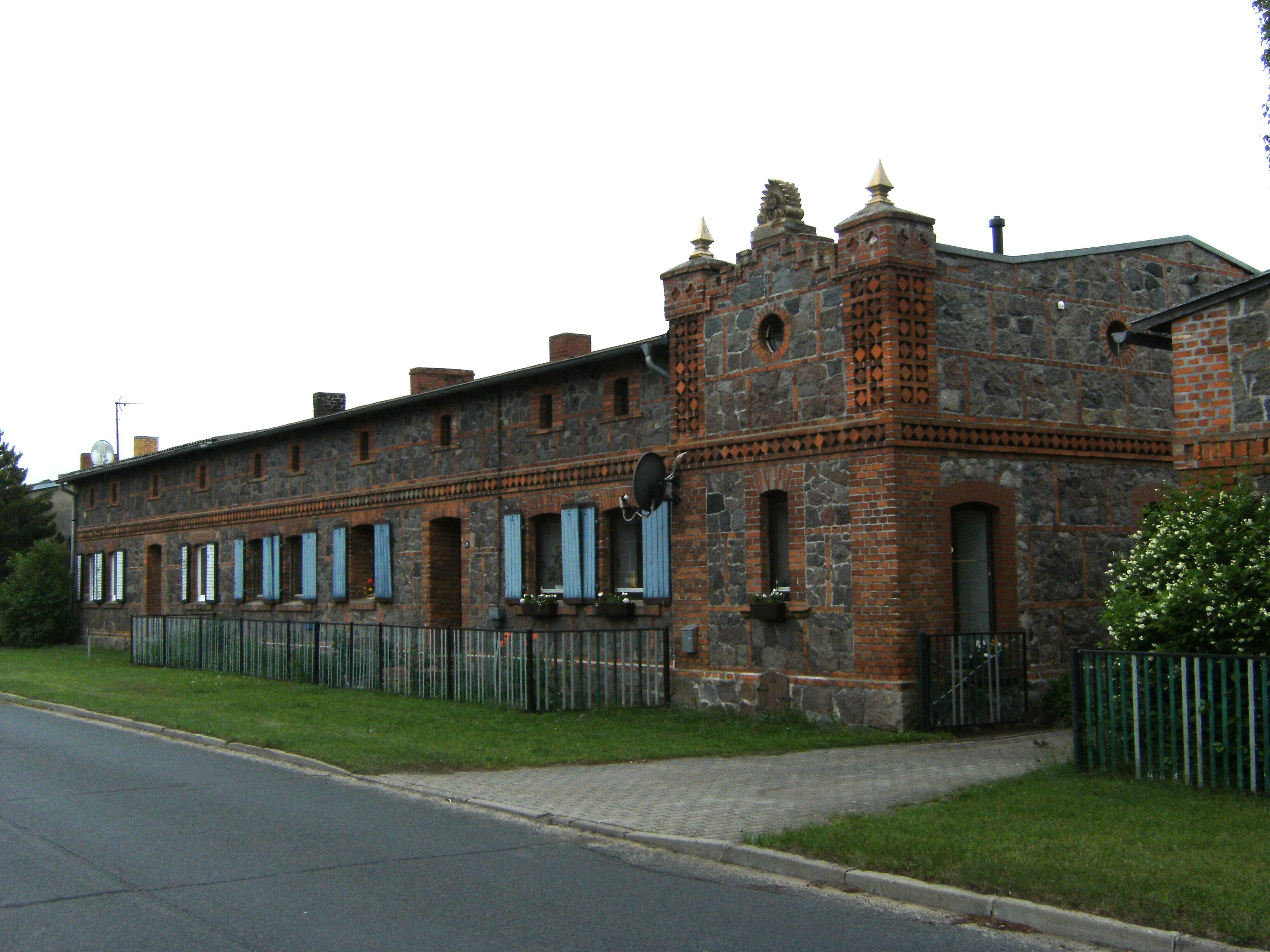
Landarbeiterwohnhaus Rothenklempenow

Das Gutshaus wurde 1609 von Hans von Eickstedt erbaut, der die Burg als Wohnstätte aufgab. Während des Dreißigjährigen Krieges zwischen 1625 und 1640 brannte Rothenklempenow bei verschiedenen Besetzungen fast vollständig nieder und das Rittergut Mewegen wurde zerstört. Georg und Dorothea von Eickstedt stifteten die Kirche, von 1638. Auch 1806/07, in der Zeit des Kriegs von Napoleon Bonaparte gegen Russland und Preußen wurde der Ort verheerend geplündert. 1761 entstand dann das heutige Schloss im Fachwerkstil mit Lehmputz. Die umfangreiche weiteren Gutsanlagen wurde zwischen 1850 und 1860 vorwiegend im Fachwerkstil errichtet. Nach der letzten Bauphase stellte auch die gutseigene Ziegelei ihre Produktion ein. In der Brennerei wurde aber noch bis in die 1950er Jahre Schnaps aus Kartoffeln und Korn gebrannt. 1866 gab es viele Opfer durch eine Cholera-Epidemie.
Bis 1934 bestand das gräfliche Gut, das dann in einzelne Bauernsiedlungen aufgeteilt wurde. Diese wurden 1952 zu einer Landwirtschaftlichen Produktionsgenossenschaft (LPG) zusammengeschlossen. Die Häuser, vor allem das Gutshaus (Schloss), verfielen zunehmend.
Seit 1993 wurde der historische Ortskern unter anderem im Rahmen der Städtebauförderung gründlich saniert. Bei der Sanierung wurden am Schloss die alten roten Farbschichten mit dem aufgemalten Ziegelraster freigelegt und sichtbar gemacht. Im renovierten Schloss wurde eine „Europäische Jugendwerkstatt“ eröffnet. Auch der Bergfried ist saniert und sehenswert. Heute beherbergt der Ort die Höfegemeinschaft Pommern, ein Zusammenschluss ökologisch wirtschaftender Betriebe.

### Einwohnerentwicklung
| Jahr | Rothenklempenow | Dorotheenwalde | Fausthof | Theerofen | Mewegen | Grünhof | Glashütte | Petersmoor | Quelle |
| ---- | --------------- | -------------- | -------- | --------- | ------- | ------- | --------- | ---------- | ------ |
| 1900 | 386             |                |          |           | 672     |         | 413       |            | [ 6 ]  |
| 1925 | 456             | 50             |          |           | 656     |         | 513       |            | [ 7 ]  |
| 1933 | 398             | 82             |          |           | 659     |         | 420       |            | [ 8 ]  |
| 1939 | 657             | 66             |          |           | 657     |         | 371       |            | [ 8 ]  |
| 1990 | 418             |                |          |           | 319     |         | 75        |            | [ 9 ]  |
| 1995 | 378             |                |          |           | 307     |         | 86        |            | [ 9 ]  |
| 1998 | 354             |                |          |           | 314     |         | 111       |            | [ 9 ]  |
| 2000 | 468             |                |          |           | 330     |         | ---       |            | [ 9 ]  |
| 2004 | 418             |                |          |           | 304     |         | ---       |            | [ 9 ]  |
| 2005 | 716             |                |          |           | ---     |         | ---       |            | [ 9 ]  |
| 2010 | 659             |                |          |           | ---     |         | ---       |            | [ 9 ]  |
| 2015 | 631             |                |          |           | ---     |         | ---       |            | [ 10 ] |
| 2020 | 598             |                |          |           | ---     |         | ---       |            | [ 11 ] |

Die Einwohnerzahl ist seit 1993 rückläufig.

## Politik

### Bürgermeister
- 1970 bis 2008 Egon Behm (* 1934 † 2008)
- 2009 bis 2014 Rose-Marie Dömlang
- seit 2014 Rainer Schulze

### Wappen
| Wappen von Rothenklempenow | Blasonierung: „Unter dreifach gezinntem grünen Schildhaupt in Gold zwei schwarze Balken, der obere belegt mit zwei goldenen Rosen, der untere mit einer goldenen Rose.“ |
| Wappen von Rothenklempenow | Wappenbegründung: In dem Wappen weist das gezinnte Schildhaupt auf die einstige bedeutende Burganlage hin. Mit den aus dem Wappen der Familie von Eickstedt entlehnten, mit goldenen Rosen belegten schwarzen Balken wird an die Grundherren erinnert, die über Jahrhunderte die Geschicke des Ortes bestimmten. Die Tingierung des Schildhauptes in Grün soll zudem auf die waldreiche Gegend hindeuten. Das Wappen und die Flagge wurde von dem Schweriner Heraldiker Heinz Kippnick gestaltet. Es wurde zusammen mit der Flagge am 26. November 1999 durch das Ministerium des Innern genehmigt und unter der Nr. 200 der Wappenrolle des Landes Mecklenburg-Vorpommern registriert. |

### Flagge

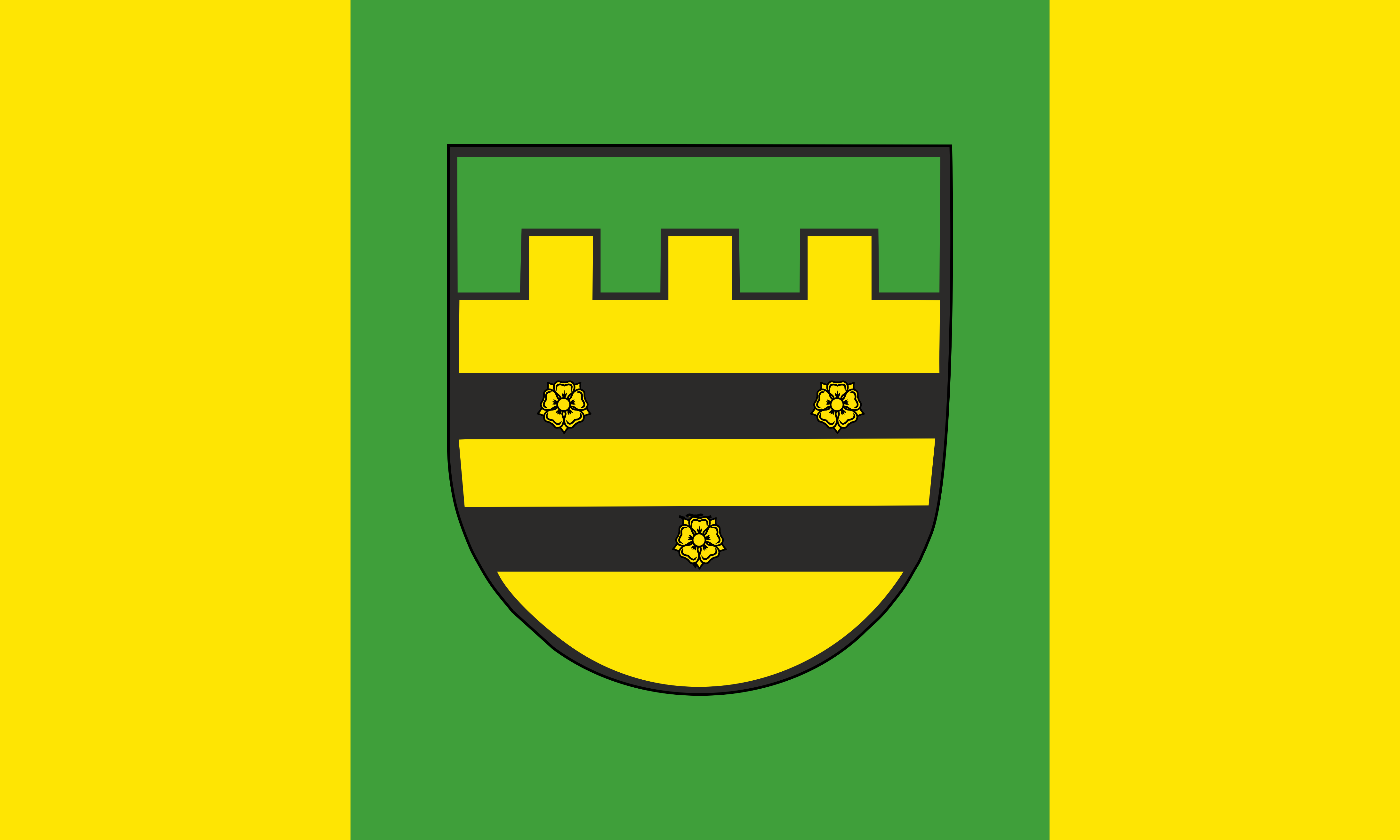
Flagge der Gemeinde Rothenklempenow

Die Flagge ist quer zur Längsachse des Flaggentuchs von Gelb, Grün und Geld gestreift. Die gelben Streifen nehmen je ein Viertel, der grüne Streifen nimmt die Hälfte der Länge des Flaggentuchs ein. In der Mitte des grünen Streifens liegt das Gemeindewappen, das zwei Drittel der Höhe des Flaggentuchs einnimmt. Die Höhe des Flaggentuchs verhält sich zur Länge wie 3:5.

### Dienstsiegel
Das Dienstsiegel zeigt das Gemeindewappen mit der Umschrift „GEMEINDE ROTHENKLEMPENOW * LANDKREIS VORPOMMERN-GREIFSWALD“.

## Sehenswürdigkeiten, Kultur und Bildung
→ Siehe: Liste der Baudenkmale in Rothenklempenow
Rothenklempenow

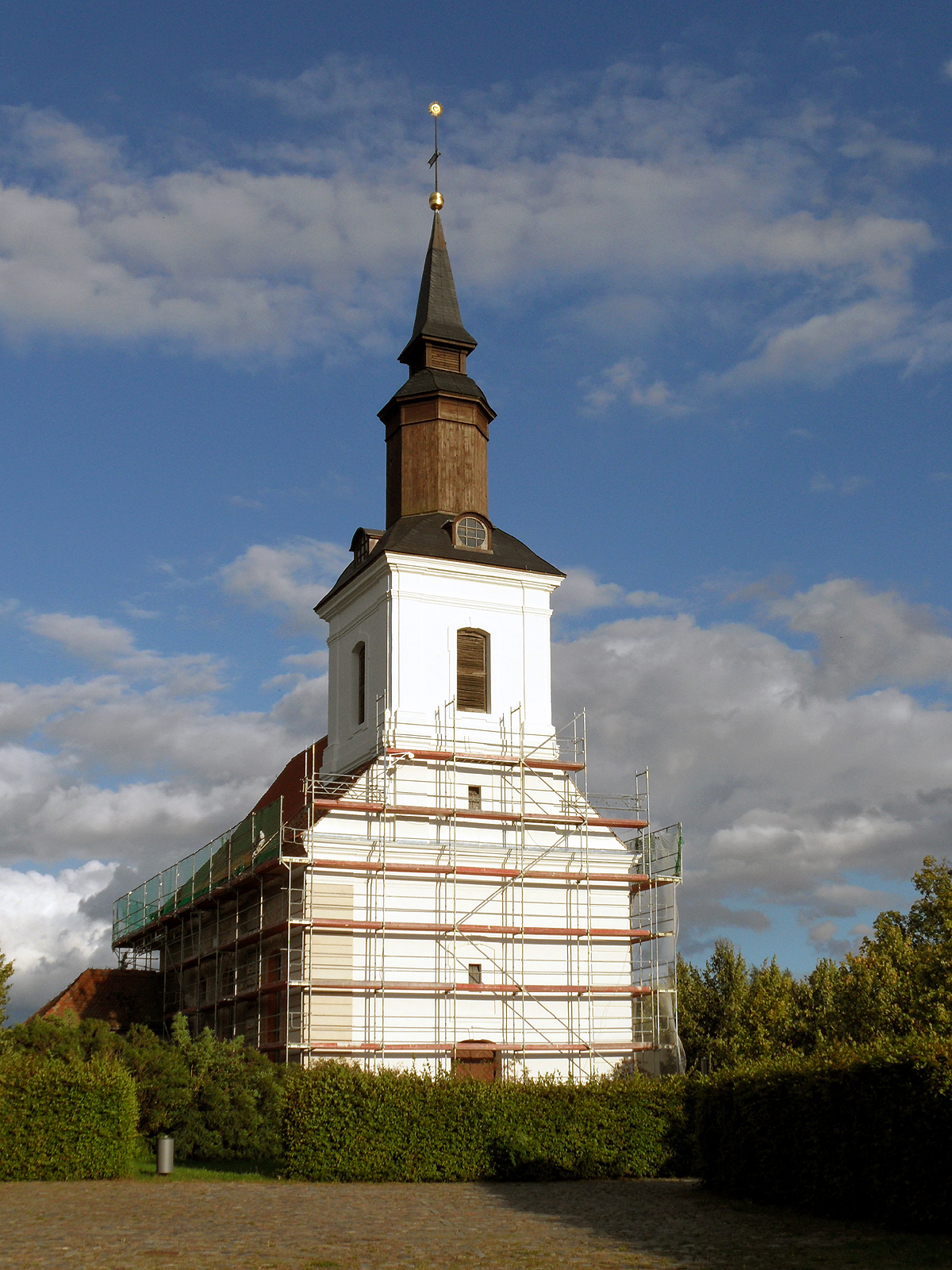
Dorfkirche Rothenklempenow

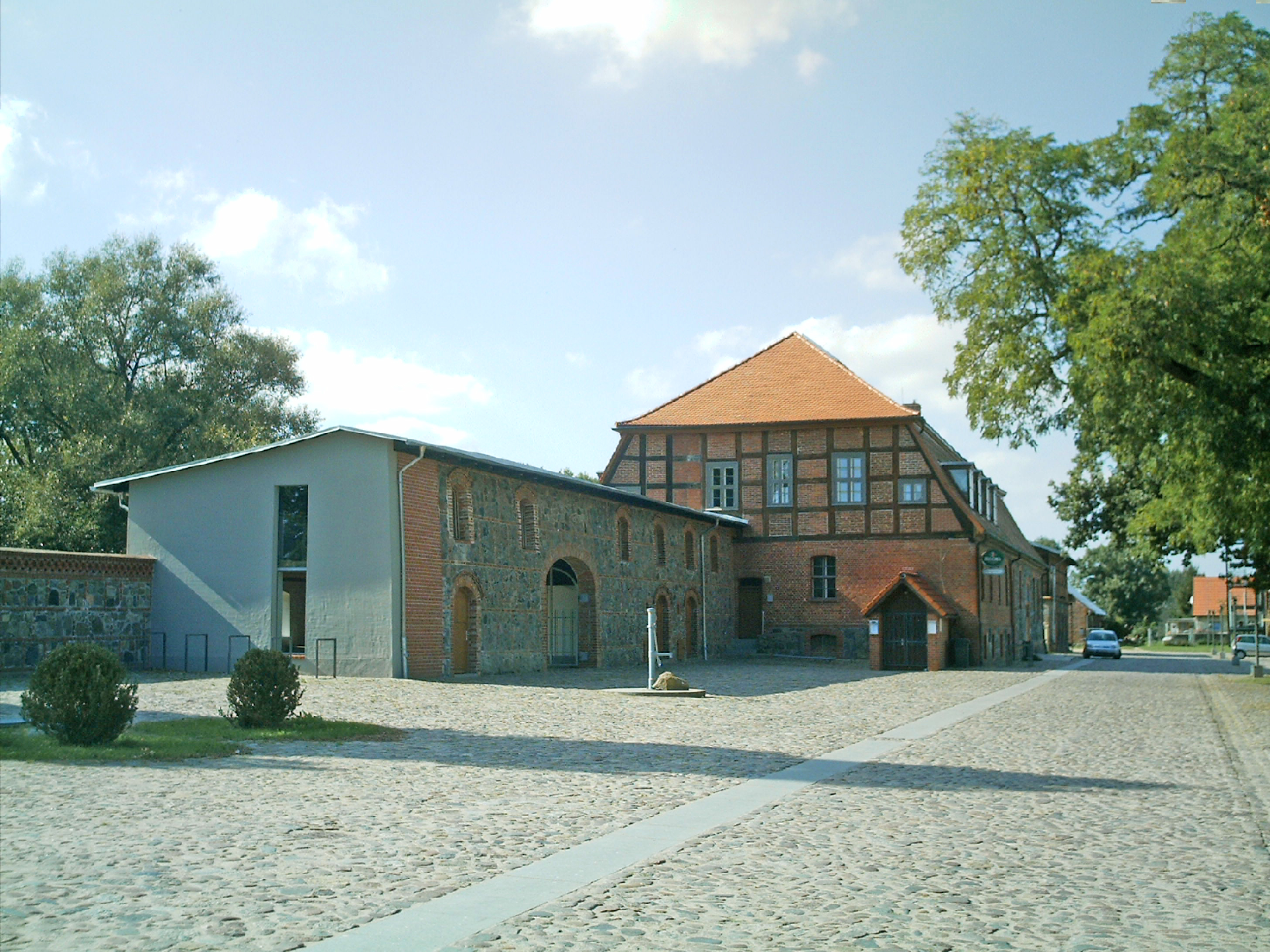
Ehemalige Brennerei

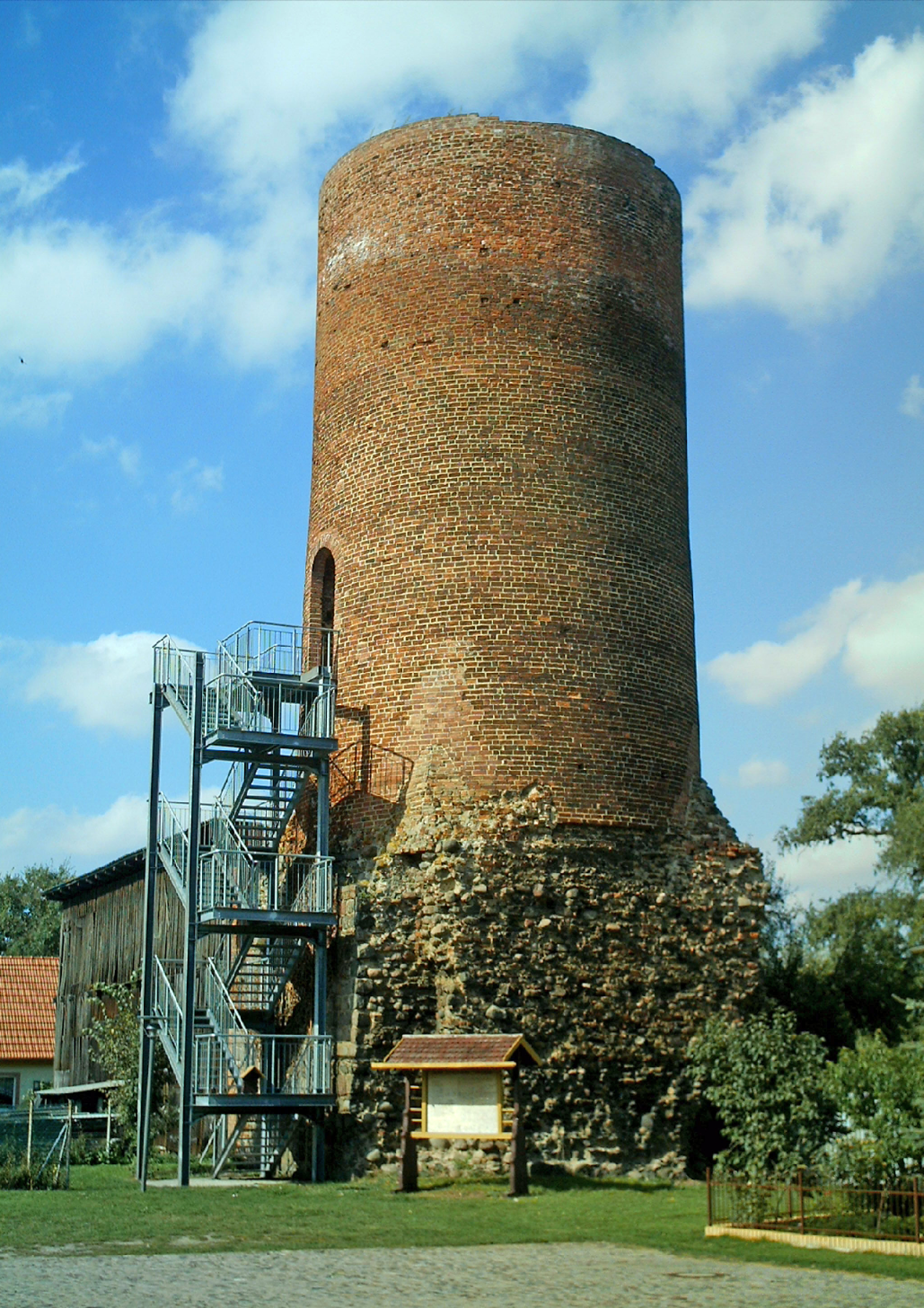
Bergfried/Fangelturm

- Die evangelische einschiffige Dorfkirche Rothenklempenow von 1638 aus der Renaissance wurde 1738 im barocken Stil erneuert: Oktogonaler 5/8 Ostabschluss, quadratischer Westturm, barocker Turmhelm, Kanzelaltar von 1738
- Gutshaus Rothenklempenow im Fachwerkstil von 1761, wurde von 1995 bis 1998 saniert, Europäische Jugendwerkstatt bis 2013, heute Hotel
- Ehemalige Brennerei Rothenklempenow, heute Kellergaststätte Rothenklempenow
- Ehemaliger runder begehbarer Bergfried Rothenklempenow aus dem 13. Jahrhundert, auch Fangelturm genannt
- Reste einer alten Gutsanlage mit Gutsarbeiterhäusern sowie einem Speicher aus dem 16. Jahrhundert. Die früher dem Gut zugehörenden Häuser weisen eine in Vorpommern seltene und interessante Architektur auf. Sie bestehen aus großen Feldsteinen in Verbindung mit Backsteinen (s. Hof- und Dorfstraße).
- Kleines Dorfmuseum zeigt die Geschichte des Ortes anhand archäologischer Bodenfunde.

Glashütte
- Ein kleines Museum (Heimatstube) zeigt Exponate aus der Produktion der ehemaligen Glashütte. Von 1665 bis 1929 bestand dieses Gewerbe, das dem Ort seinen Namen gab. Die Voraussetzungen damals: reiche Sand- und Mergelvorkommen, Brennholz und Pottasche. Das waren die Grundstoffe zur Herstellung des „Grünen Waldglases“. Später wurde Torf und Steinkohle als Brennmaterial verwendet. Ungefähr hundert Arbeiter waren zuletzt an sechs Öfen beschäftigt.
- Der ehemalige, privat restaurierte und stilgerecht eingerichtete Bahnhof Stolzenburg-Glashütte. 1897 wurde die Randower Bahn nach Stettin eröffnet, was dem Ort wirtschaftlichen Aufschwung bescherte. Den Glashüttern war Stettin somit viel näher als der heutige Amtssitz Löcknitz oder die ehemalige Kreisstadt Pasewalk. 1945 wurde der Nord- und Mittelteil der Bahnstrecke abgebaut und als Reparation in die Sowjetunion verbracht – nicht zuletzt wegen der Grenzziehung – der größte Teil der Strecke verlief auf heute polnischem Gebiet (ein etwa zehn Kilometer langes Teilstück von Daber (polnisch Dobra) nach Stöven (polnisch Stobno) wurde bis Ende der 1960er Jahre von der Polnischen Staatsbahn betrieben).

Mewegen
- Im Dorf gibt es eine über 500 Jahre alte Feldsteinkirche und ein bewohntes Storchennest.

Gewässer

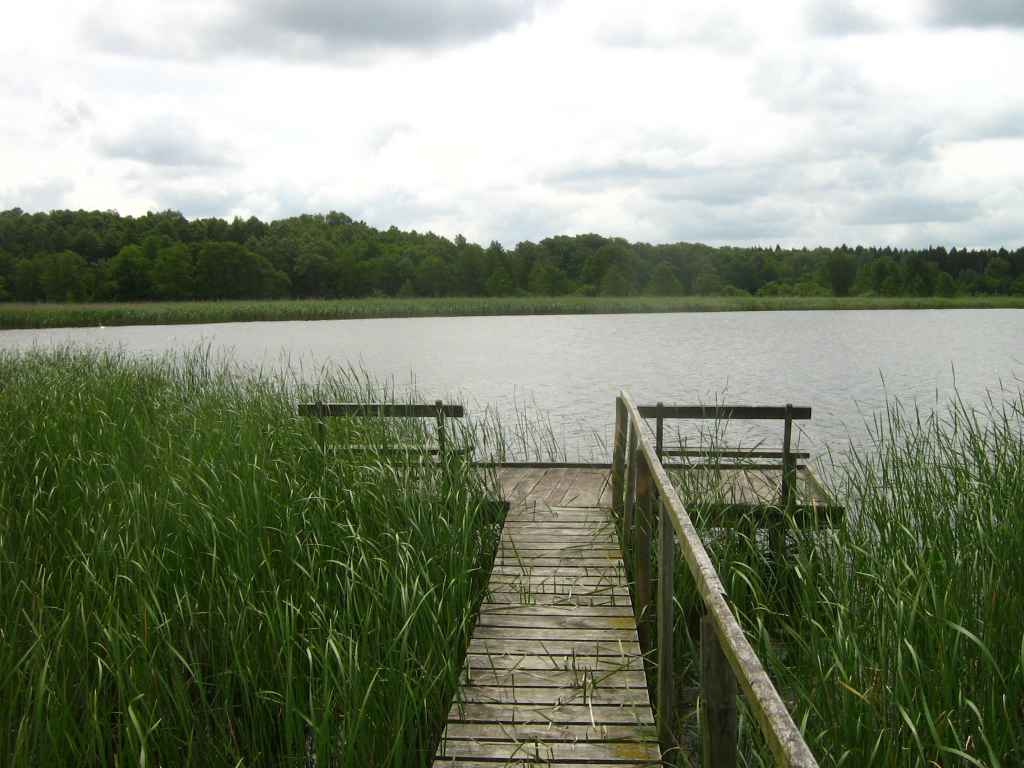
Latzigsee

Der Haussee, 34 Hektar groß, ist etwa ein Kilometer vom Ortszentrum entfernt.
Der Latzigsee, 43 Hektar groß, ist etwa drei Kilometer nördlich vom Ortszentrum entfernt.
Der Schwarze See, 1,2 Hektar groß, liegt bei Mewegen.
Bildung
Im Ortsteil Mewegen befindet sich die Kleine Grundschule auf dem Lande Mewegen.

## Verkehrsanbindung
Sechs Kilometer südlich von Rothenklempenow, in Löcknitz besteht Bahnanschluss (Strecke Pasewalk – Stettin). In Richtung Norden wurde eine neue Straße nach Ueckermünde am Stettiner Haff gebaut. Die Entfernungen: nach Pasewalk 20 km, nach Stettin 30 km und nach Ueckermünde 30 km.

## Persönlichkeiten
- Valentin von Eickstedt (1527–1579), Rat der Herzöge von Pommern
- Georg von Eickstedt (1584–1655), Landrat und Mitglied des Consilium Status im Herzogtum Pommern
- Caspar von Eickstedt (Landrat) (1602–1632), Landrat im Herzogtum Pommern
- Marcus von Eickstedt († 1661), herzoglich pommerscher Politiker, Diplomat und Beamter
- Heinrich Schlüter (1917–2012), Dirigent, lebte in Rothenklempenow
- Rainer Fest (* 1953), lebt und arbeitet als Bildhauer in Glashütte.